# 彼得·斯特鲁维

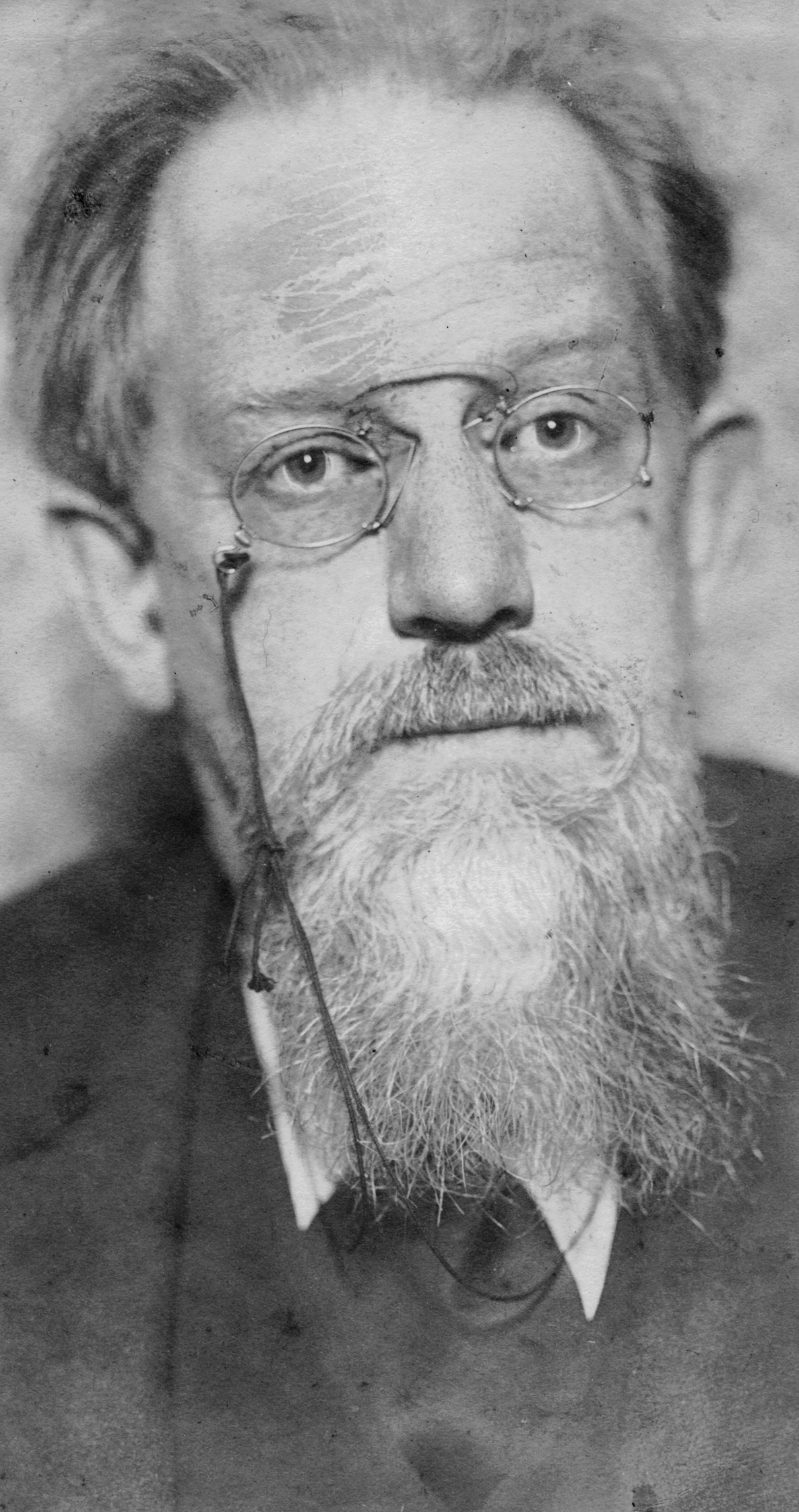
彼得·斯特鲁维

彼得·伯恩加多维奇·斯特鲁维（俄语：Пётр Бернга́рдович Стру́ве；1870年1月26日—1944年2月22日），又译司徒卢威，俄罗斯政治经济学家、哲学家、编辑，天文学家瓦西里·雅可夫列维奇·斯特鲁维的孙子，父亲为阿斯特拉罕和彼尔姆省长。斯特鲁维起初为马克思主义者，后成为自由主义者，1894年，与列宁结识。1898年，为俄国社会民主工党第一次代表大会撰写了宣言。十月革命后，加入白俄运动。1920年，流亡法国巴黎，对俄国共产主义持批判态度。他是合法马克思主义的主要代表人物。